# Mycosphaerella pseudomaculiformis
Mycosphaerella pseudomaculiformis är en svampart som först beskrevs av Jean Baptiste Desmazières, och fick sitt nu gällande namn av Joseph Schröter 1894. Mycosphaerella pseudomaculiformis ingår i släktet Mycosphaerella och familjen Mycosphaerellaceae.   Inga underarter finns listade i Catalogue of Life.